# Monarquía cartaginesa
La Monarquía Cartaginesa fue una etapa de la antigua civilización de Cartago y un estado de la Antigüedad. Heredero de la civilización fenicia, su núcleo original estaba localizado en el norte de África, actual Túnez. La capital del reino era la propia ciudad de Cartago. La administración política de la Cartago creada en torno a la ciudad-estado de Tiro eran muy independiente. El templo de Melkart no representaba más que el poder lejano de donde partieron los colonos que fundaron las colonias, debido a ello, Cartago relativamente se regía y se autogobernaba a través de un consejo de magistrados civiles o sufetes. En muchos aspectos, Cartago era una típica ciudad-estado antigua, pero con características semíticas específicas.

## Estado y sociedad
La sociedad fenicia era tradicionalmente controlada por una aristocracia de tipo comercial. Esta élite fijaba las políticas y las leyes de cada colonia. Por debajo de estos aristócratas estaban los campesinos y los artesanos. En la cima de la escala social, junto con los aristócratas, estaban los sacerdotes, casta numerosa y fuerte, sobre la que tenemos escasas noticias. El pueblo urbano o la plebe estaba formado por artesanos, entre los que destacaban los dedicados a industrias textiles, a la metalurgia, y a los oficios del vidrio, de la madera y a lo relacionado con la construcción naval. Los esclavos eran numerosos, sin que se conozca su número. También existían ciudadanos de segunda, mayoritariamente indígenas libios sometidos o mestizos; éstos vivían como obreros agrícolas en las propiedades rurales de la aristocracia, en la zona metropolitana alrededor de Cartago, dedicados sobre todo a cosechar cereales, que cultivaban directamente, entregando al Estado una parte de las cosechas. La población indígena se sublevó en dos ocasiones contra los cartagineses: en el 396 y el 379 a. C.. También fueron utilizados como soldados, sobre todo en la segunda guerra púnica.

### Gobierno y estructura social
Si bien el territorio controlado por Cartago fue amplio, con numerosos vasallos y asociados, la zona propiamente colonizada por Cartago nunca llegó a ser muy extensa. El estado se dividía entre ciudades aliadas o socias como Útica, los territorios autónomos y el imperio propiamente dicho de Cartago que, según ellos mismos. La zona más rica y poblada era la llamada zona metropolitana; esta a su vez se dividía en 7 circunscripciones llamadas pagi. Más allá del territorio cercano a Cartago se encontraba la Gran Sirte, un rico territorio costero en Libia-Túnez.

#### Monarquía Cartaginesa
Inicialmente, Cartago fue gobernada por una oligarquía de ricas familias, que cobró forma de monarquía en los siglos VI-IV a. C.. Coincidiendo con la caída de Tiro ante Babilonia en el año 580 a. C. Posiblemente por cierto vació de poder, se estableció un sistema monárquico doble. Caracterizado por la instauración de familias encumbradas en el poder por mucho tiempo, debido a las cualidades de sus individuos y a sus grandes riquezas. El poder de los reyes no era absoluto, solían ejercer de jueces y árbitros ya que existían otras instituciones como el Consejo de Ancianos o senado con el que debían compartir sus decisiones. Según algunos el Senado fue creado durante el siglo V a. C.  Su función era asesorar al monarca en cuestiones de política y economía. Su organización nos es desconocida. Según Heeren, era muy numeroso y se dividía durante la etapa monárquica en la Asamblea (simkletos), y el Consejo privado la Gerusia, compuesto de los notables de la Asamblea. Según Theodor Mommsen, el gobierno había pertenecido primeramente al Consejo de los Ancianos o Senado, compuesto, como la Gerusía de Esparta, de dos reyes que el pueblo designaba en la asamblea y de veinticuatro gerusiastas probablemente nombrados por los propios reyes y con carácter anual. Se conoce detalladamente la existencia de reyes que dirigieron a las tropas en las guerras de Sicilia durante el siglo VI a. C. Pertenecientes a la dinastía de los Magónidas, En 480 a. C., tras la muerte de Amílcar I, derrotado por los griegos en la batalla de Hímera. La monarquía perdió gran parte de su poder en manos del Senado. Después del reinado de Magón II, el Senado rigió la ciudad durante 35 años hasta la llegada de Hannón III en el año 340 a. C. Después de una pocos reyes en el año 308 a. C., Bomílcar intento restaurar todo el poder real erigiéndose como tirano, pero fracasó, lo que convirtió a Cartago en una república, tanto de nombre como de hecho. La monarquía fue destronada por un movimiento social que podemos poner en parangón con el que se produjo hacia las mismas fechas en las ciudades griegas, y que dio lugar al gobierno de la aristocracia, la República. Desde entonces, y hasta el final, Cartago fue una república oligárquica regida por los nobles, bajo la autoridad de dos sufetes.

## Historia de Cartago durante la monarquía

Mapa de Fenicia y ubicación de Tiro

Hasta la llegada de los fenicios a finales del II milenio a. C., las costas de Mauritania, Numidia y Libia eran un territorio apartado de la civilización, escasamente poblado, sin grandes asentamientos y ajeno a la cultura del bronce. El establecimiento de factorías y colonias fenicias representó el primer contacto con una cultura superior, siendo incierto el momento inicial de este proceso.
Los fenicios, en sus exploraciones y empresas comerciales, fundaron numerosas factorías y colonias, en el norte de África, en Iberia y en las grandes islas del Mediterráneo occidental, cubriendo todo el litoral  hasta Mogador. Algunas de ellas fueron el origen de ciudades como Útica, Medjerda, Hippo Regius, Tapso, Lixus, Caralis, Gadir o Motia. Una de estas ciudades fue Cartago, situada estratégicamente en una península cerca de la actual ciudad de Túnez. A través de la acción comercial e influencia colonial fenicia, la vida urbana penetró en el litoral mauritano y númida, además del desarrollo intensivo de la agricultura con la introducción de la vid, el olivo y, posteriormente, el uso del hierro.

### Hegemonía entre los púnicos y rivalidad con los helenos
La caída de Tiro en el siglo VII a. C. ante los asirios originó la huida de gran parte de su población hacia Cartago. Después de esta fecha, tras un importante incremento demográfico de la ciudad, comenzó el verdadero desarrollo del enclave, iniciando fundaciones propias como Eibshim en el 653 a. C.

Rutas comerciales fenicias.

Cartago heredó y alentó la rivalidad entre fenicios y griegos, una situación de conflicto provocada por la competencia comercial y que originó el surgimiento de áreas de expansión preferentes para unos y otros estados. Los primeros datos concretos acerca del conflicto entre fenicios y griegos se remontan a la expulsión de los fenicios de todas sus factorías en Creta y Chipre. Desde allí los helenos pusieron pie en Egipto, creando varias colonias en la Cirenaica. Los griegos de Cirene se consolidaron en el siglo VII a. C. como los grandes rivales iniciales por su ubicación en medio de la ruta africana hacia Fenicia. Las zonas de influencia de Cartago y Cirene fueron establecidas después de sangrientas guerras en la parte oriental de la Gran Sirte.
Tiro volvió a ser conquistada en el 573 a. C. por los babilonios. Con la progresiva debilidad de la metrópoli y la disminución de su influencia, los griegos se vieron libres de competencia, aprovecharon la situación y ocuparon el vacío dejado. Paralelamente las relaciones comerciales entre las colonias fenicias occidentales  se reforzaron. Es entonces cuando Cartago se erigió como potestad defensora militar y comercial del resto de colonias fenicias. Durante los siglos siguientes, el control de las metrópolis fenicias sucesivamente por Babilonia y el Imperio Persa, permitió a Cartago constituir sus propias  redes comerciales con áreas preferentes y crear un imperio comercial en el norte de África, Tripolitania, Argelia, Marruecos y lugares de anterior implantación fenicia, como el sur de la península ibérica y Cerdeña.

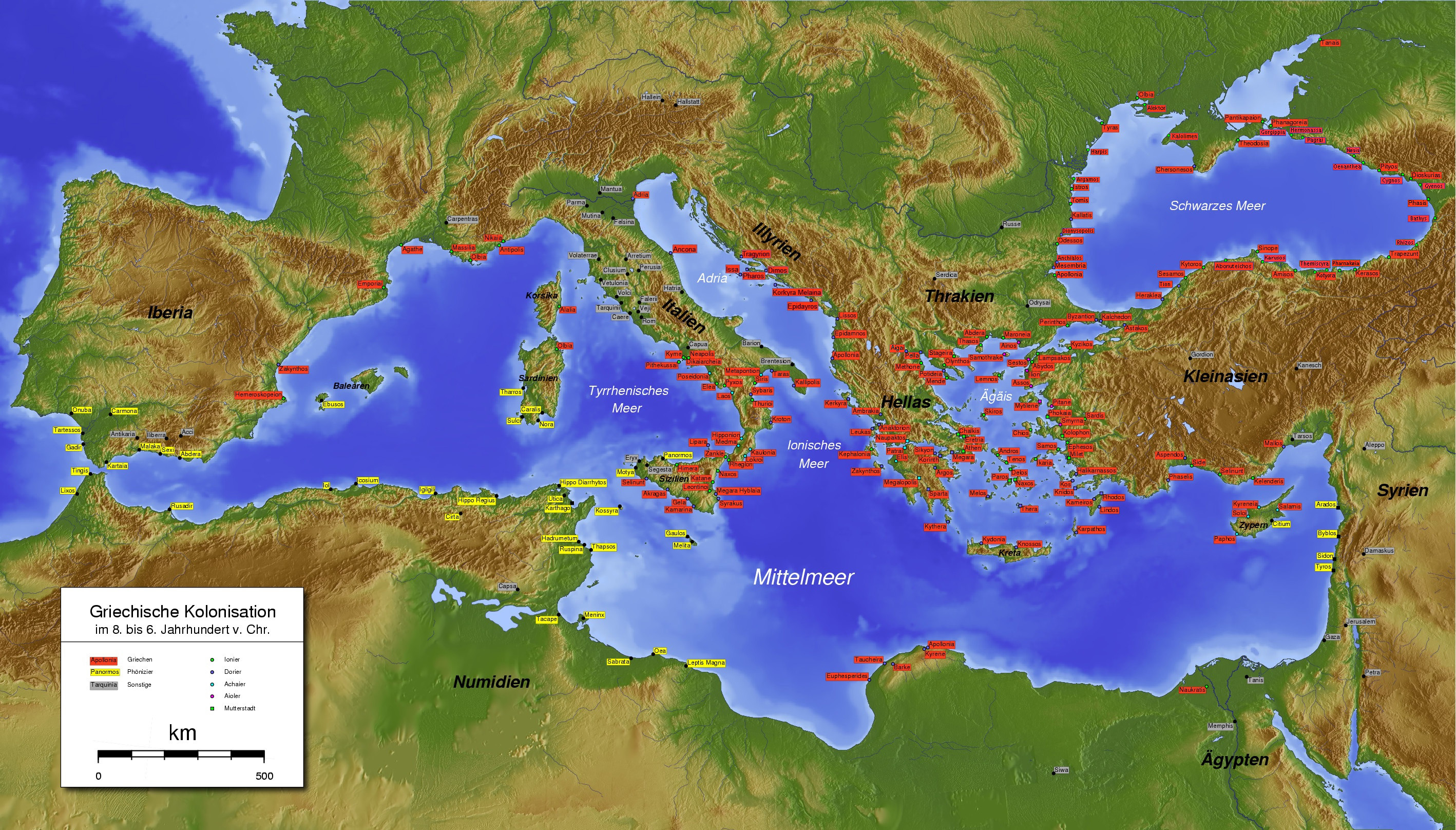
Colonias griegas.
Colonias fenicias.

En esta época los griegos se extendieron rápidamente por el sur de Italia y ocuparon la mayor parte de la Sicilia oriental. En muchos lugares su colonización absorbió o destruyó los pequeños establecimientos comerciales fenicios. Hay notables ejemplos de la notable expansión griega en el Mediterráneo en estas fechas, en el año 628 a. C. fundaron Selinunte y en el 580 a. C. Agrigento, hacia el año 604 a. C. los focenses habían fundado Marsella en la costa céltica, y explorado las costas españolas. Pero todos estos progresos se detuvieron de repente a finales del siglo VI a. C., según Theodor Mommsen debido a los maravillosos progresos de Cartago. Desde mediados del siglo VI a. C. la situación entró en una nueva fase, cuando Cartago reforzó sus lazos con el mundo etrusco y afirmó su control sobre los asentamientos fenicios de Cerdeña y del litoral occidental de Sicilia. Hasta entonces los establecimientos púnicos, por ejemplo de Sicilia que Tucídides describe, no eran más que simples factorías de comercio. Cartago inicia un sistema de conquistas territoriales para frenar la expansión griega, fomentando la colonización y resistencia fenicias. Los cartagineses iniciaron una política más agresiva contra los helenos que se concretó con el inicio de los primeros ataques contra las colonias griegas occidentales, apoyándose en alianzas con comunidades indígenas.
Los intentos cartagineses buscando ampliar su área de influencia provocaron choques militares con los griegos. En el año 579 a. C. los cnidios y los rodios quisieron establecerse en Lilibea en medio de las colonias fenicias de Sicilia, fueron rechazados por los naturales y los púnicos. En la batalla de Alalia uno de los combates navales más antiguos que menciona la historia, se enfrentaron focenses con etruscos y cartagineses en el 535 a. C., obligando a los focenses a dejar Córcega y establecerse en la costa de la Lucania. Además restringieron los mares a las ciudades griegas con los tratados entre Etruria y Cartago y en el tratado descrito por Polibio del año 509 a. C., entre Cartago y la naciente República romana. Con todo esto, Cartago afirmó definitivamente su control en el Mediterráneo central y sur-occidental.
Cartago buscó nuevos recursos naturales, iniciando la explotación de los recursos pesqueros de los litorales, fabricando salazones y explotando salinas para exportar el garum. Se crearon numerosas factorías y colonias, exportando marfil, oro, estaño, púrpura y esclavos, e introduciendo entre los indígenas sus mercancías: vidrios, cerámicas, objetos de bronce o hierro, y tejidos de púrpura. Continuaron la labor civilizadora de los fenicios, con la difusión de la cultura púnica, como el alfabeto, la lengua y la religión. Durante el periodo de influencia púnica, el norte de África experimentó un proceso modernizador, extendiéndose los cultivos de la vid, el olivo, el trigo o la higuera, y la introducción de nuevas técnicas, como el arado de reja triangular forjado en hierro. Todo ello propició un aumento gradual del desarrollo económico, demográfico y cultural.
Pero indirectamente, la amenaza cartaginesa favoreció también la aparición de hegemonías entre las ciudades griegas como forma de organizar la defensa común y la consolidación de algunos gobernantes autoritarios.

Territorios sicilianos de Cartago antes de las Guerras Sicilianas.
Territorios conquistados en la primera guerra siciliana.

#### Los conflictos de Sicilia
El éxito cartaginés llevó a la creación de una  poderosa armada. Su creciente hegemonía, llevó a Cartago a entrar en conflicto con las polis griegas, la otra gran potencia que aspiraba al control del Mediterráneo central.
La primera gran guerra entre griegos y cartagineses tuvo lugar en el 480 a. C., coincidiendo temporalmente con la segunda guerra médica, que enfrentó al Imperio persa con Atenas y Esparta. Cartago armó su mayor fuerza militar hasta la fecha bajo el mando del general Amílcar Magón, con la intención de conquistar Sicilia. Gelón tirano de la colonia griega de Siracusa, amenazado por la presión púnica, unificó a todos los helenos de la isla bajo su mandato y derrotó a los cartagineses en la batalla de Hímera. Esta derrota produjo una profunda crisis política en Cartago.
Hacia el año 410 a. C. Cartago se había recuperado gracias a una serie de buenos gobernantes. Había conquistado gran parte del actual norte de Túnez, fundado nuevas colonias en el norte de África, promocionó el viaje de Magón a través del desierto del Sahara y el de Hannón el Navegante por la costa africana. Fue en ese mismo año cuándo las colonias ibéricas se independizaron, cortando el principal suministro de plata y cobre. Aníbal Magón, el nieto de Amílcar Magón, comenzó los preparativos para instaurar el dominio púnico en Sicilia.
En el 409 a. C. Aníbal Magón partió hacia Sicilia con su ejército. Consiguió tomar las ciudades de Selinunte e Hímera volviendo triunfante a Cartago con el botín de guerra. Pero motivó la ascensión de Dionisio I como tirano de Siracusa. En el año 405 a. C. Aníbal Magón emprendió una segunda expedición. Esta vez se enfrentó a las fuerzas griegas en conjunto lideradas por Dionisio. Durante el sitio de Agrigento, la peste diezmó a las fuerzas cartaginesas sucumbiendo el mismo Aníbal Magón. Su sucesor Himilcón, continuó con éxito la campaña rompiendo el sitio de Agriegento, tomó la ciudad de Gela y derrotó repetidas veces al ejército de Dionisio, pero en el asedio final de Siracusa las tropas de Himilcón sufrieron de nuevo y con más virulencia la peste, viéndose forzado a firmar una paz desfavorable antes de regresar a Cartago.
En el año 389 a. C. Dionisio rompió el tratado de paz y reuniendo a los griegos sicilianos bajo su bandera, atacó a los cartagineses conquistando gran parte de Sicilia incluyendo la fortaleza de Motia, arrinconando a los cartagineses en unas cuantas plazas al noroeste de Sicilia. Himilcón lideró una nueva expedición que recuperó Motia, tomó Mesina, y finalmente sitió Siracusa. El sitio se mantuvo hasta 397 a. C., pero fue abandonado en el 396 a. C. por una plaga que volvió a diezmar las fuerzas cartaginesas.
Sicilia se convirtió en una obsesión para Cartago. Durante los siguientes sesenta años tropas cartaginesas y griegas se vieron envueltas en sucesivas batallas sin cambios notables. La frontera terminó fijándose en el río Halicos. En el año 315 a. C. Agatocles, tirano de Siracusa, inició una política expansiva apropiándose de la ciudad de Mesina y en el año 311 a. C. invadió varias ciudades cartaginesas de Sicilia sitiando Agrigento. Amílcar Magón, nieto de Hannón el Navegante, lideró la respuesta cartaginesa con enorme éxito. En 310 a. C. llegó a controlar casi por completo Sicilia y consiguió sitiar Siracusa. Desesperado, Agatocles organizó una expedición de 14 000 hombres atacando por sorpresa directamente Cartago por tierra firme, esperando salvar así sus posesiones en la isla. Consiguió un éxito relativo. Cartago se vio forzada a llamar a Amílcar que desplazó gran parte de su ejército desde Sicilia para hacer frente a la inesperada amenaza. El ejército de Agatocles fue derrotado. El tirano consiguió huir a Sicilia donde se las ingenió para negociar un nuevo acuerdo de paz.

## Reyes de Cartago, 814a.C.-308a.C.
Notas
- Las fechas contenidas en esta sección se refieren exclusivamente a años antes de Cristo.
- En el año 480 a. C., tras la muerte de Amílcar I, el rey perdió la mayor parte de su poder a un Consejo de Ancianos aristocrática.
- En 308 a. C., Bomílcar intentó un golpe de Estado para restaurar el monarca a plena potencia, pero no, lo que llevó a Cartago convertirse en el nombre, así como, de hecho, una república.

| Predecesor: Metrópoli de Tiro | Monarquía Cartaginesa 814 a. C.-309 a. C. | Sucesor: República Cartaginesa |